# داردانوس ۱۸۲۶۸
سیارک ۱۸۲۶۸ (به انگلیسی: 18268 Dardanos، نامگذاری:2140T-3) هجده هزار و دویست و شصت و هشتمین سیارک کشف شده‌است که در ۱۶ اکتبر ۱۹۷۷ کشف شد.
قدر مطلق سیارک برابر ۱۲٫۳۰ است.